# 立格連盟
立格連盟（英語: Legal Alliance）は、中華人民共和国の法科大学、大学法学部の連盟。名前は「法」の英語「Legal」から来ている。2010年に発足。中国の伝統法学教育の拠点こと「5つの学部と4つの学科」（五院四系）がルーツとなる。その後加盟校が増え、今は９校ある。

## 成员
- 北京中国政法大学
- 重庆西南政法大学
- 上海華東政法大学
- 武汉中南財政政法大学
- 西安西北政法大学

- 蘭州甘肃政法大学
- 上海政法学院
- 済南山東政法学院
- 鄭州河南財政政法大学

## 参见
- 五院四系

## 参考资料
1. ↑  黄进 (2018). “关于《立格联盟院校法学专业教学质量标准》的说明”. 中国法学教育研究 (3):  3.